# Lijst van wapenschilden van het arrondissement Eeklo
Deze lijst bevat een overzicht van het wapenschild van alle (deel)gemeenten van het arrondissement Eeklo. Eventuele uiterlijke versierselen (kronen, mantels, schildhouders en dergelijke) zijn niet opgenomen in de afbeeldingen. Na een gemeentefusie wordt er een nieuw wapen verleend aan de fusiegemeente (soms gelijk aan dat van de belangrijkste kern). De wapens van deelgemeenten worden dus niet meer gebruikt door lokale overheden.

## Assenede
| Wapen van Assenede | Wapen   | Gevierendeeld: 1 en 4 in goud een klimmende leeuw van sabel, met in de linkerpoot een opvliegende adelaar van hetzelfde (voor Assenede); 2 en 3 in zilver een kruis van keel, het hart beladen met een streepschild van goud (voor Boekhoute). |
| Wapen van Assenede | Details | Dit wapen werd verleend bij MB van 8 juli 1986. |

| Wapen van Assenede (deelgemeente) | Wapen   | In goud een klimmende leeuw van sabel, met in de linkerpoot een opvliegende adelaar van hetzelfde. |
| Wapen van Assenede (deelgemeente) | Details | Dit was het wapen van het Asseneder Ambacht, een van de Vier Ambachten. Het combineert de Vlaamse leeuw met de adelaar van het Heilige Roomse Rijk: de wereldlijke heer van het Asseneder Ambacht was de graaf van Vlaanderen, de geestelijke heer was de bisschop van Utrecht (en Utrecht lag in het Heilige Roomse Rijk). Het officiële statuut van dit wapen is nog niet aangegeven. |

| Wapen te tekenen | Wapen   | '                                                           |
| Wapen te tekenen | Details | Het officiële statuut van dit wapen is nog niet aangegeven. |

| Wapen van Boekhoute | Wapen   | In zilver een kruis van keel, het hart beladen met een streepschild van goud. |
| Wapen van Boekhoute | Details | Het officiële statuut van dit wapen is nog niet aangegeven.                   |

| Wapen van Oosteeklo | Wapen   | In zilver drie eikentakken van natuurkleur, 2 en 1 geplaatst. |
| Wapen van Oosteeklo | Details | Het officiële statuut van dit wapen is nog niet aangegeven.   |

## Eeklo
| Wapen van Eeklo | Wapen   | In zilver een hartschild van goud met een leeuw van sabel, geklauwd en getongd van keel, met twee eikentakken van sinopel, zoomsgewijze geplaatst. |
| Wapen van Eeklo | Details | Het wapen werd verleend bij KB van 29 augustus 1842 en opnieuw bij MB van 21 juni 1994.                                                            |

## Kaprijke
| Wapen van Kaprijke | Wapen   | In zilver een hartschild van goud met een klimmende leeuw van sabel, geklauwd en getongd van keel, met acht kaproenen afwisselend van lazuur en van keel, zoomsgewijze geplaatst. |
| Wapen van Kaprijke | Details | Het officiële statuut van dit wapen is nog niet aangegeven. |

| Wapen van Kaprijke (deelgemeente) | Wapen   | In keel een hartschild van goud met een klimmende leeuw van sabel, geklauwd en getongd van keel, met acht kaproenen van zilver, zoomsgewijze geplaatst. |
| Wapen van Kaprijke (deelgemeente) | Details | Het wapen werd verleend bij KB van 25 mei 1838. |

| Wapen van Lembeke | Wapen   | In lazuur een schildhoofd van zilver, waarop een gaande leeuw van sabel. |
| Wapen van Lembeke | Details | Het wapen werd verleend bij KB van 25 mei 1838.                          |

## Maldegem
| Wapen van Maldegem | Wapen   | In goud een kruis van keel vergezeld van twaalf merlaantjes van hetzelfde, zoomsgewijze geplaatst. |
| Wapen van Maldegem | Details | Het wapen werd verleend bij KB van 27 september 1909 en opnieuw bij MB van 8 november 1989.        |

| Wapen te tekenen | Wapen   | '                                                           |
| Wapen te tekenen | Details | Het officiële statuut van dit wapen is nog niet aangegeven. |

| Wapen te tekenen | Wapen   | '                                                           |
| Wapen te tekenen | Details | Het officiële statuut van dit wapen is nog niet aangegeven. |

## Sint-Laureins
| Wapen van Sint-Laureins | Wapen   | Gedeeld: 1 in zilver een schuinbalk van lazuur (Brugse Vrije); 2 in keel een golvende dwarsbalk van vijf stukken van zilver en van lazuur, vergezeld in de rechterbovenhoek van een vijfpuntige ster, in de linkerbovenhoek van een wassenaar en in de punt van een lelie, alles van goud. Uiterlijke versierselenHet schild geplaatst voor een Sint-Laurentius van goud. |
| Wapen van Sint-Laureins | Details | Vóór de fusie voerde de gemeente Sint-Laureins geen eigen wapen. De rechterzijde (heraldisch rechts = links) toont het wapen van het Brugse Vrije, waartoe alle dorpen behalve Watervliet behoorden. Het wapen werd verleend bij MB van 21 juni 1994. |

| Wapen van Sint-Jan-in-Eremo | Wapen   | Onbekend.                                                  |
| Wapen van Sint-Jan-in-Eremo | Details | Sint-Jan-in-Eremo heeft nooit een officieel wapen gevoerd. |

| Wapen van Sint-Margriete | Wapen   | Onbekend.                                               |
| Wapen van Sint-Margriete | Details | Sint-Margriete heeft nooit een officieel wapen gevoerd. |

| Wapen van Waterland-Oudeman | Wapen   | In keel twee dwarsbalken van drie stukken van zilver en van lazuur, vergezeld in het schildhoofd van drie paalsgewijze geplaatste sleutels. |
| Wapen van Waterland-Oudeman | Details | Het wapen werd verleend bij KB van 21 juli 1923.                                                                                            |

| Wapen van Watervliet (België) | Wapen   | In keel drie versmalde, golvende dwarsbalken van zilver, vergezeld in de rechterbovenhoek van een vijfpuntige ster, in de linkerbovenhoek van een wassenaar en in de punt van een lelie, alles van goud. |
| Wapen van Watervliet (België) | Details | Het wapen werd verleend bij KB van 17 december 1828. |

## Zelzate
| Wapen van Zelzate | Wapen   | Doorsneden: 1 in goud een uitkomende leeuw van sabel, houdende in de rechtervoorpoot een dubbele adelaar van hetzelfde; 2 in sinopel een paal van zilver. |
| Wapen van Zelzate | Details | Het wapen werd verleend bij MB van 21 juni 1994. |